# Medeu

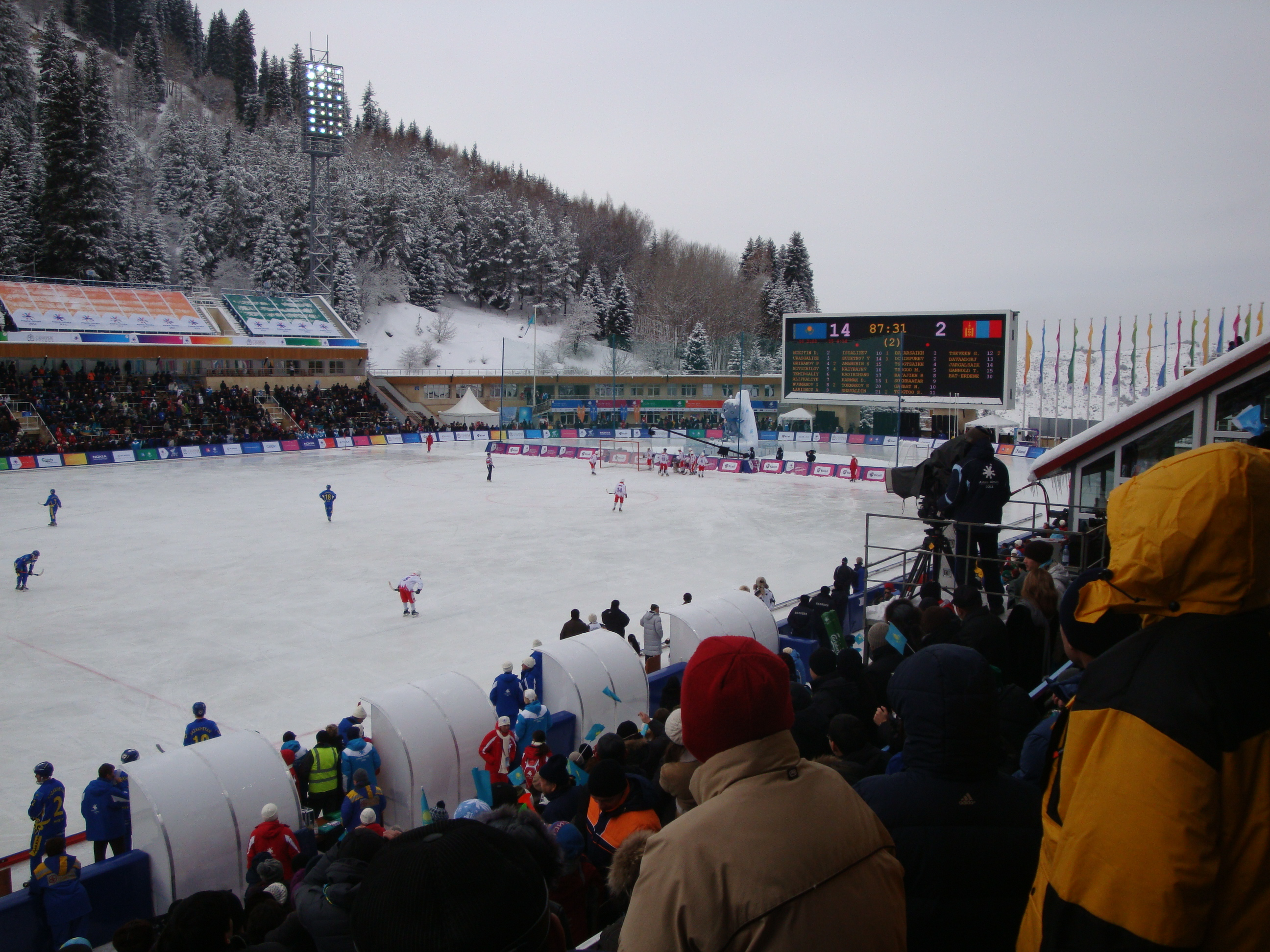
Bandy aux Jeux asiatiques d'hiver de 2011

Medeu ou Medeo (en kazakh : Медеу) est une station de sports d'hiver au Kazakhstan, à 17 km du centre de l'ancienne capitale, Almaty. Medeo essentiellement connue pour sa patinoire en plein air. En kazakh, la ville se nomme Медеу, transcrit Medew, mais le nom russe Медео (Medeo) est généralement utilisé.
Il s'agit de la patinoire la plus élevée en altitude au monde (1 691 mètres).

## Description
Située à 1 691 m d'altitude, dans la chaîne de l'Alataou (Алатау en kazakh) qui limite l'horizon au sud d'Almaty, la patinoire dispose d'un système perfectionné de maintien constant de la température de la glace et du taux d'humidité de l'installation. Cet équipement a permis au Kazakhstan de proposer sa candidature aux Jeux olympiques d'hiver de 2014, sans succès.

## Événements
Medeu accueille l'épreuve de bandy lors de la VIIe Asiades d'hiver, en 2011, et le championnat du monde de bandy 2012.

## Les alentours

### Chimbulak
Chimbulak ou Shymbulak est une station de sports d'hiver située à 5 km au sud de Medeu.
Un téléphérique reliant Medeu à Chimbulak est en cours de construction en 2009.